# Diana (Madagaskar)
 For alternative betydninger, se Diana. (Se også artikler, som begynder med Diana)
Diana er en af Madagaskars 22 regioner (faritra), og den som når længst mod nord på øen.
Regionen har et areal på 19.266 km² og en befolkning på 485.800 personer (2004) vokset fra 447.155 indbyggere år 2001.

## Geografi
Regionens hovedstad Antsiranana er også hovedstad for Antsiranana provinsen, og ligger på Madagaskars nordligaste spids. Byen havde omkring 80.000 indbyggere i 2005, men anslås i 2011 for at være over 108.000 .
Syd for Antsiranana ligger det 1.475 meter høje bjerg Ambohitra som er en del af Tsaratanana-massivet, som også rummer landets højeste bjerg, Maromokotro. Massivet skiller i stort set den nordlige del fra resten af landet, men skaper også en havn i Antsiranana. Ambohitra er for en stor del afskovet til af marker og græsningsareealer, hvilket fører til problemer med erosion som mange andre steder i landet.

### Administrativ inddeling
Regionen overtog i 2009, sammen med landets øvrige regioner, provinsernes administration. Regionen er inddelt i fem distrikter (fivondronana):
- Ambanja
- Ambilobe
- Antsiranana I
- Antsiranana II
- Nosy Be, hvor Andoany er hovedby

### Floder
Hovedfloderne i Dianaregionen er:
- Besokatra River
- Irodo River
- Loky River
- Mahavavy River
- Ramena River
- Saharenana River
- Sambirano River

### Nationalparker natur- og vildtreservater
- Amber Mountain National Park
- Analamerana Reserve
- Ankarana Reserve
- Lokobe Reserve
- Manongarivo Reserve
- Tsaratanana Reserve
- Tsingy Rouge

## Eksterne kilder og henvisninger
1. ↑  Profile des marchés pour les évaluations d’urgence de la sécurité alimentaire Arkiveret 7. februar 2012 hos  Wayback Machine p. 27, Eliane Ralison og Frans Goossens 2006 hentet 5. maj 2009
2. 1 2  Madagascar, Administrative units Arkiveret 21. december 2008 hos  Wayback Machine GeoHive

- Officielt websted Arkiveret 28. marts 2010 hos  Wayback Machine

12°25′S 49°17′Ø / 12.417°S 49.283°Ø